# چیولومدژا
چیولومدژا (انگلیسی: Chyolomdzha) یک رودخانه در استان ماگادان کشور روسیه است.